# The Crush House
The Crush House est un jeu vidéo de simulation de vie et d'aventure développé par Nerial et publié par Devolver Digital le 9 août 2024 pour Microsoft Windows. Le jeu prend place en 1999 et se déroule autour de la production d'une émission de télé-réalité. Les joueurs incarnent Jae, la nouvelle productrice chargée de gérer et de filmer l'émission dans un manoir emblématique de Malibu. Le jeu intègre des éléments de gestion stratégique, de narration et d'exploration, mêlant humour et thèmes sombres et sous-jacents.

## Histoire
Se déroulant en 1999, The Crush House se concentre sur Jae, qui a décroché un emploi de rêve en tant que productrice d'une émission de télé-réalité populaire. En tant que productrice, Jae doit gérer les relations complexes entre les candidats, s'assurer que l'émission reste captivante et répondre aux attentes élevées du public. Cependant, à mesure que la série progresse, Jae commence à découvrir de sinistres secrets qui se cachent dans les coulisses, telles que la mystérieuse dépendance du casting au « Crush Juice » et les agendas cachés du réseau.

## Système de jeu
L'objectif principal de The Crush House est de maintenir des notes d'écoute élevées en gérant la dynamique entre les membres du casting, en capturant des moments dramatiques et romantiques et en s'adressant à divers segments d'audience. Les joueurs peuvent choisir parmi douze personnalités uniques pour former un casting de quatre personnes pour chaque saison. Chaque personnage apporte des traits distincts et des conflits potentiels qui ajoutent de la profondeur au gameplay. Les joueurs doivent sélectionner et gérer stratégiquement le casting pour répondre aux demandes du public, car le jeu présente une tranche de multiples publics avec des préférences spécifiques qui doivent être prises en compte. Les joueurs sont également responsables de la génération de revenus pour l'émission en diffusant des publicités pendant les heures de pointe d'audience, ce qui leur permet d'acheter de nouveaux accessoires pour débloquer de nouvelles interactions et plaire à des publics spécifiques. Si le joueur ne parvient pas à divertir son public, l'émission sera annulée. Une fois la journée de tournage terminée, les joueurs peuvent explorer le manoir de Malibu la nuit où ils peuvent enfreindre la règle de la production interdisant de parler aux acteurs, en acceptant les demandes et en rendant service aux membres du casting.

## Développement
The Crush House est développé par Nerial, un studio de développement de jeux indépendant basé au Royaume-Uni. Nerial a également créé les titres Card Shark, Reigns, Reigns: Beyond, Reigns: Three Kingdoms, Reigns: Her Majesty et Reigns: Game of Thrones. The Crush House a été annoncé le 3 avril 2024 et est sorti le 9 août 2024.